# Eat the Gun
Eat the Gun ist eine 2002 gegründete dreiköpfige deutsche Rock-Band aus Münster. Das Genre ist Hard Rock.

## Bandgeschichte
Ursprünglich bestand die 2002 gegründete Band Eat the Gun aus vier Bandmitgliedern: Hendrik Wippermann (vormals Ücüncü) (Gesang, Gitarre), Simon Beizai (Leadgitarre), Phil Hüls (Bass) und Gereon Homann (Schlagzeug). Seitdem hat die Band insgesamt eine EP und drei Alben veröffentlicht und europaweit über 600 Konzerte gespielt.
Nach der Veröffentlichung der Debüt-EP Kingsize spielte die Band ihr erstes Konzert im September 2002 im Berliner SO36 als Vorband der deutschen Rockband Donots. 2003 tourte Eat the Gun quer durch Deutschland und spielen insgesamt ca. 60 Konzerte. 2004 wurden sie vom „Jägermeister Band Support“, einem Musikförderprogramm für deutsche Nachwuchsbands, eingeladen, die finnische Band HIM auf zwei Konzerten ihrer Deutschland-Tournee im Bremer Pier 2 und im Dortmunder Soundgarden zu unterstützen.
Im Sommer 2004 folgte der Sieg beim internationalen Band Contest „Bilborock“ im spanischen Bilbao. Im gleichen Jahr begann die Produktion des ersten Albums Cross Your Fingers zunächst in den Principal Studios bei Münster. Die Produktion, bei der wieder Mathias Strass als Produzent mitwirkte, dauerte circa ein Jahr. Das Album erschien letztlich im März 2006, zwei Jahre nach Produktionsbeginn auf dem bandeigenen Label Eattitude Records.
Zwischen der Fertigstellung des Albums und seiner Veröffentlichung verließ Gründungsmitglied Simon Beizai (Leadgitarre) die Band, um sich auf seine Karriere als Tontechniker in Berlin und Hamburg zu konzentrieren. Das letzte Konzert, das die Band gemeinsam mit Beizai spielte, fand im Weilburger Waldstadion vor 20.000 Leuten als Vorgruppe der Band Die Toten Hosen statt.
Eat the Gun tourte fortan mit Cross Your Fingers hauptsächlich in Deutschland, mit ihrem neuen Lead-Gitarristen Nick van Delft an Bord. Die Band verbrachte die Jahre von 2006 bis 2008 vorrangig mit Tourneen und der Arbeit an einem Nachfolger des Debütalbums.
Ende 2007, kurz vor Beginn der Produktion eines neuen Albums, verließ auch Gitarrist Nick van Delft die Band. Die verbleibenden Mitglieder entschlossen sich, zukünftig als Trio weiterzumachen und begannen im Frühjahr 2008 mit ihrem neuen Produzenten Claus Grabke in dessen Gütersloher Studio mit den Aufnahmen. Super Pursuit Mode Aggressive Thrash Distortion erschien am 13. März 2009 bei dem Hagener Independent-Label Limited Access Records und wurde weltweit veröffentlicht. Die ersten drei Wörter des Album-Titels Super Pursuit Mode erinnern an die US-amerikanische Fernsehserie Knight Rider.
Das dritte Album Runner wurde am 29. Juli 2011 in Europa und am 30. August 2011 in Nordamerika auf Metalville Records veröffentlicht. 2013 spielte die Band nach dem Ausstieg von Phil Hüls mit dem neuen Bassisten Peter Bergmüller beim Wacken Open Air.
Mit Unterzeichnung eines neuen Plattenvertrags beim Hannoveraner Label SPV/Steamhammer veröffentlichte Eat the Gun 2013 das mit Stefan „Gudze“ Hinz (u. a. H-Blockx) produzierte, vierte Studioalbum Stripped to the Bone. Die Band tourte in den Jahren 2013 und 2014 international und trat 2013 u. a. beim Wacken Open Air auf.
Mit Howlinwood veröffentlichte Eat the Gun im August 2015 ihr fünftes Studioalbum bei SPV/Steamhammer, bei dem sie wieder mit dem Produzenten Stefan „Gudze“ Hinz zusammenarbeiteten.

## Musikstil
Schon die EP Kingsize und das Debütalbum Cross Your Fingers zeigten Elemente des klassischen Hardrock. Doch im Vergleich hierzu ist das 2009 veröffentlichte Album Super Pursuit Mode Aggressive Thrash Distortion mit seinen elf Songs deutlich härter und groovelastiger, wobei letzteres dem dominanteren Basssound und der „ausgedünnten“ Besetzung zuzuschreiben sein dürfte. Eat the Gun wird häufig mit der schwedischen Rockband Backyard Babies und der kanadischen Rockband Danko Jones verglichen. Zu ihren Vorbildern zählen unter anderem Guns N’ Roses, Aerosmith, Metallica, Mötley Crüe, Black Sabbath und Johnny Cash.

## Diskografie

### EPs
- 2003: Kingsize

### Alben
- 2006: Cross Your Fingers (Eattitude Records / Broken Silence)
- 2009: Super Pursuit Mode Aggressive Thrash Distortion (Limited Access Records / Intergroove)
- 2011: Runner (Metalville Records / Rough Trade)
- 2013: Stripped to the Bone (Steamhammer/SPV)
- 2015: Howlinwood (Steamhammer/SPV)

## Musikvideos
- 2009: Solitary Sinners (Regie: Peter Büscher)
- 2009: Viva La Insane (Regie: Peter Büscher)
- 2011: Runner (Regie: Claas König)
- 2013: Loner (Regie: Thomas Janze)
- 2013: Wake Me Up (Regie: Bernd Levay)
- 2015: Howlinwood (Regie: Bernd Levay)

## Trivia
- Gastmusiker bei dem Song Wiser sind Henning Wehland (H-Blockx / Söhne Mannheims), Produzent Claus Grabke (Thumb / Alternative Allstars) und Guido und Ingo Knollmann (Donots).
- John Konesky von Tenacious D, Kyle Gass Band, John Carpenter Band ist Gastgitarrist beim Song Electric Life vom Album Howlinwood.

## Auszeichnungen
- 2004: Sieg beim Internationalen Band Contest „Bilborock“ im spanischen Bilbao
- 2009: Gewinn der „Talent“-Förderung der deutschen Volkswagen Sound Foundation